# Paris Nakajima-Farran
Paris Nakajima-Farran (født 11. august 1989) er en canadisk fodboldspiller, der spiller for Tokyo 23 FC i Tokyo.